# ديانا أويكيتش
ديانا أويكيتش مواليد 5 يوليو 1996 في بودغوريتسا، صربيا والجبل الأسود، هي لاعبة كرة يد مونتينيغرية تلعب كجناح أيمن. مثلت منتخب الجبل الأسود لكرة اليد للسيدات.

## سجل المنافسة
شاركت في البطولات التالية:
- بطولة أوروبا لكرة اليد للسيدات 2016

## روابط خارجية
- ديانا أويكيتش على موقع الاتحاد الأوروبي لكرة اليد (الإنجليزية)